# Kanton Luxeuil-les-Bains
Der Kanton Luxeuil-les-Bains ist ein französischer Wahlkreis im Arrondissement Lure im Département Haute-Saône in der Region Bourgogne-Franche-Comté. Sein Hauptort ist Luxeuil-les-Bains. Der Kanton hieß bis 1924 Luxeuil, doch wurde mit der offiziellen Namensänderung der Stadt Luxeuil auch der Kanton in Luxeuil-les-Bains umbenannt. Im Jahr 1985 wurde das Gebiet des heutigen Kantons Saint-Sauveur vom Kanton Luxeuil-les-Bains abgespaltet. 

## Gemeinden
Der Kanton besteht aus zwölf Gemeinden und Gemeindeteilen mit insgesamt 14.127 Einwohnern (Stand: 1. Januar 2022) auf einer Gesamtfläche von 124,80 km²:
| Gemeinde                  | Einwohner 1. Januar 2022 | Fläche km² | Dichte Einw./km² | Code INSEE | Postleitzahl |
| ------------------------- | ------------------------ | ---------- | ---------------- | ---------- | ------------ |
| Ailloncourt               | 306                      | 9,29       | 33               | 70007      | 70300        |
| Baudoncourt               | 484                      | 7,57       | 64               | 70055      | 70300        |
| Breuches                  | 643                      | 9,12       | 71               | 70093      | 70300        |
| Brotte-lès-Luxeuil        | 198                      | 6,87       | 29               | 70098      | 70300        |
| Citers                    | 773                      | 15,17      | 51               | 70155      | 70300        |
| Esboz-Brest               | 448                      | 9,69       | 46               | 70216      | 70300        |
| Froideconche              | 1.974                    | 16,04      | 123              | 70258      | 70300        |
| Fougerolles-Saint-Valbert | 248                      | 3,81       | 65               | 70245      | 70300        |
| La Chapelle-lès-Luxeuil   | 382                      | 7,69       | 50               | 70128      | 70300        |
| Luxeuil-les-Bains         | 6.674                    | 21,81      | 306              | 70311      | 70300        |
| Ormoiche                  | 68                       | 5,72       | 12               | 70398      | 70300        |
| Saint-Sauveur             | 1.929                    | 12,02      | 160              | 70473      | 70300        |
| Kanton Luxeuil-les-Bains  | 14.127                   | 124,80     | 113              | 7008       | –            |

1. ↑   Nur die Fläche der ehemaligen Gemeinde Saint-Valbert, der Rest gehört zum Kanton Saint-Loup-sur-Semouse.

Bis zur landesweiten Neuordnung der französischen Kantone im März 2015 gehörten zum Kanton Luxeuil-les-Bains die zwei Gemeinden Luxeuil-les-Bains und Saint-Valbert. Sein Zuschnitt entsprach einer Fläche von 25,71 km2. Er besaß vor 2015 einen anderen INSEE-Code als heute, nämlich 7014.

## Veränderungen im Gemeindebestand seit der landesweiten Neuordnung der Kantone
2019: Fusion Fougerolles (Kanton Saint-Loup-sur-Semouse) und Saint-Valbert → Fougerolles-Saint-Valbert

## Bevölkerungsentwicklung
| Jahr                       | 1962  | 1968  | 1975   | 1982   | 1990  | 1999  | 2016   |
| Einwohner                  | 8.334 | 9.404 | 10.280 | 10.137 | 9.000 | 8.609 | 14.288 |
| Quellen: Cassini und INSEE |       |       |        |        |       |       |        |